# Jana Kandarr
Jana Kandarr (née le 21 septembre 1976 à Halle (Saale)) est une joueuse de tennis allemande, professionnelle du milieu des années 1990 à 2005.
En 2000, elle a joué les huitièmes de finale à l'Open d'Australie (battue par Julie Halard), sa meilleure performance en simple dans une épreuve du Grand Chelem.
L'année suivante, classée 56e, elle sort Amélie Mauresmo, alors 5e mondiale, au 1er tour à Roland-Garros (7-5, 7-5). Mais elle s'incline au tour suivant face à Rita Grande (54e).
Jana Kandarr n'a remporté aucun tournoi WTA pendant sa carrière.
Elle est la fille de Petra Kandarr, triple championne d'Europe d'athlétisme.

## Palmarès

### Titre en simple dames
Aucun

### Finale en simple dames
Aucune

### Titre en double dames
Aucun

### Finale en double dames
Aucune

## Parcours en Grand Chelem

### En simple dames
| Année | Open d'Australie | Open d'Australie | Internationaux de France | Internationaux de France | Wimbledon       | Wimbledon      | US Open         | US Open          |
| ----- | ---------------- | ---------------- | ------------------------ | ------------------------ | --------------- | -------------- | --------------- | ---------------- |
| 1995  | -                | -                | -                        | -                        | 2e tour (1/32)  | C. Martínez    | 1er tour (1/64) | Natasha Zvereva  |
| 1996  | 3e tour (1/16)   | C. Martínez      | 1er tour (1/64)          | V. Martinek              | 1er tour (1/64) | MJ Fernández   | 1er tour (1/64) | Ai Sugiyama      |
| 1997  | 2e tour (1/32)   | Amanda Coetzer   | 2e tour (1/32)           | Jana Novotná             | 1er tour (1/64) | Judith Wiesner | 1er tour (1/64) | L. Richterová    |
| 1998  | 2e tour (1/32)   | Sandrine Testud  | 1er tour (1/64)          | Arantxa Sánchez          | 1er tour (1/64) | Louise Latimer | -               | -                |
| 1999  | 1er tour (1/64)  | Barbara Schett   | -                        | -                        | -               | -              | 1er tour (1/64) | Sabine Appelmans |
| 2000  | 4e tour (1/8)    | Julie Halard     | 1er tour (1/64)          | Venus Williams           | 2e tour (1/32)  | Lisa Raymond   | 2e tour (1/32)  | Amanda Coetzer   |
| 2001  | 1er tour (1/64)  | Denisa Chládková | 2e tour (1/32)           | Rita Grande              | 2e tour (1/32)  | Patty Schnyder | 1er tour (1/64) | Chanda Rubin     |
| 2002  | 1er tour (1/64)  | Nuria Llagostera | 2e tour (1/32)           | T. Tanasugarn            | 2e tour (1/32)  | T. Tanasugarn  | -               | -                |

À droite du résultat, l’ultime adversaire.

### En double dames
| Année | Open d'Australie          | Open d'Australie         | Internationaux de France    | Internationaux de France | Wimbledon | Wimbledon | US Open | US Open |
| 2000  | 2e tour (1/16) S. De Beer | Julie Halard Ai Sugiyama | 1er tour (1/32) Meike Babel | A. Kournikova N. Zvereva | -         | -         | -       | -       |

Sous le résultat, la partenaire ; à droite, l’ultime équipe adverse.

### En double mixte
N'a jamais participé à un tableau final.

## Parcours aux Jeux olympiques

### En simple dames
| # | Date       | Nom de l'olympiade    | Surface    | Résultat      | Ultime adversaire | Score    |          |
| - | ---------- | --------------------- | ---------- | ------------- | ----------------- | -------- | -------- |
| 1 | 19/09/2000 | Olympic Games, Sydney | Dur (ext.) | 3e tour (1/8) | Venus Williams    | 6-2, 6-2 | Parcours |

## Parcours en Fed Cup
| #                                                                    | Date       | Lieu       | Surface         | Gagnante(s)                | Perdante(s)                            | Score         |          |
|                                                                      |            |            |                 |                            |                                        |               |          |
| 1998 - 1/4 de finale (groupe mondial) - Allemagne - Espagne - 2 : 3  |            |            |                 |                            |                                        |               |          |
| 1                                                                    | 18/04/1998 | Sarrebruck | Moquette (int.) | Jana Kandarr               | Conchita Martínez                      | 6-1, 1-6, 7-5 | Parcours |
| 1                                                                    | 18/04/1998 | Sarrebruck | Moquette (int.) | Magüi Serna                | Jana Kandarr                           | 6-3, 6-4      | Parcours |
|                                                                      |            |            |                 |                            |                                        |               |          |
| 1998 - Barrage (groupe mondial I) - Russie - Allemagne - 4 : 1       |            |            |                 |                            |                                        |               |          |
| 2                                                                    | 25/07/1998 | Moscou     | Dur (int.)      | Meike Babel Jana Kandarr   | Evgenia Kulikovskaya Ekaterina Sysoeva | 6-4, 6-2      | Parcours |
|                                                                      |            |            |                 |                            |                                        |               |          |
| 1999 - 1/4 de finale (groupe mondial II) - Allemagne - Japon - 3 : 2 |            |            |                 |                            |                                        |               |          |
| 3                                                                    | 24/04/1999 | Hambourg   | Terre (ext.)    | Shinobu Asagoe Saori Obata | Andrea Glass Jana Kandarr              | 3-6, 7-5, 6-4 | Parcours |

## Classements WTA

### Classements en simple en fin de saison
| Année | 1994 | 1995 | 1996 | 1997 | 1998 | 1999 | 2000 | 2001 | 2002 | 2003 | 2004 | 2005 |
| Rang  | 347  | 81   | 90   | 82   | 90   | 172  | 61   | 71   | 130  | 443  | -    | 409  |

Source : (en) « Classements de Jana Kandarr », sur le site officiel du WTA Tour

### Classements en double en fin de saison
| Année | 1996 | 1997 | 1998 | 1999 | 2000 | 2001 |
| Rang  | 538  | 379  | 246  | 131  | 196  | 354  |

Source : (en) « Classements de Jana Kandarr », sur le site officiel du WTA Tour